# OMÁV 36.5
A StEG 36.5 egy gyorsvonati szerkocsisgőzmozdony-sorozat volt az osztrák-magyar Államvasutaknál (österreichisch-ungarischen Staatseisenbahngesellschaft, StEG).
Mivel a vonatok súlyai egyre nőttek a két kapcsolt kerékpárú StEG 26 sorozatú gépek már nem voltak elég erősek ahhoz, hogy továbbítsák őket, így a StEG 14 db 2C tengelyelrendezésű gyorsvonati mozdonyt épített a saját mozdonygyárában. A négyhengeres kompaund mozdonyokat 1902-ben (10 db) és 1904-ben (négy db) szállították. A mozdonyokat a 36.5 sorozatba osztották és a Bécs Keleti pályaudvarra állomásították.
A StEG 1909-es államosításakor a Császári és Királyi Osztrák Államvasutak (k.k. österreichischen Staatsbahnen, kkStB) a 109 sorozatba osztotta őket. Ezek a mozdonyok váltották fel a 406 sorozatot az Orient expressznél és előfogatoltak gyorsvonatokat Bécs—Pozsony és Bécs—Brünn között.
Az első világháború után a mozdonyok változatlan pályaszámokkal az Osztrák Szövetségi Vasutakhoz (Österreiche Bundesbahnen, BBÖ) kerültek, ahol az utolsót a sorozatból 1934-ben selejtezték.

## Fordítás
- Ez a szócikk részben vagy egészben  a   StEG 36.5 című német Wikipédia-szócikk fordításán alapul.  Az eredeti cikk szerkesztőit annak laptörténete sorolja fel. Ez a jelzés csupán a megfogalmazás eredetét és a szerzői jogokat jelzi, nem szolgál a cikkben szereplő információk forrásmegjelöléseként.